# Druk Air
Druk Air (en dzongkha: འབྲུག་མཁའ་འགྲུལ་ལས་འཛིན།) es la línea aérea de bandera de Bután, con sede en Paro. Opera vuelos en la región del sur de Asia, teniendo como base principal el Aeropuerto Internacional de Paro.
La aerolínea toma su nombre de Druk, el dragón del trueno de la mitología butanesa. La aerolínea fue fundada en 1981, diez años después de que el Druk Gyalpo ("Rey Dragón") Jigme Dorji Wangchuck, comenzara a abrir el país al mundo. 
Siendo una de las dos aerolínea que comunica a Bután con el mundo exterior, Druk Air se ha convertido en una "puerta" al mundo para los nacionales de Bután, apoyando así el emergente turismo y mercado del país. Actualmente sirve a quince destinos en ocho países.

## Flota

### Flota actual
La flota de Druk Air se compone de las siguientes aeronaves:
| Aeronaves        | En servicio | Pedidos | Pasajeros                                          | Pasajeros                                          | Pasajeros                                          | Matrículas                                         | Antigüedad                                         | Notas                    |
| Aeronaves        | En servicio | Pedidos | C                                                  | Y                                                  | Total                                              | Matrículas                                         | Antigüedad                                         | Notas                    |
| ---------------- | ----------- | ------- | -------------------------------------------------- | -------------------------------------------------- | -------------------------------------------------- | -------------------------------------------------- | -------------------------------------------------- | ------------------------ |
| ATR 42           | 1           | —       | 8                                                  | 32                                                 | 40                                                 | A5-JNW                                             | 4,9 años                                           |                          |
| Airbus A319      | 3           | —       | 16                                                 | 102                                                | 118                                                | A5-RGF                                             | 19,9 años                                          |                          |
| Airbus A319      | 3           | —       | 16                                                 | 102                                                | 118                                                | A5-RGG                                             | 19,8 años                                          |                          |
| Airbus A319      | 3           | —       | 16                                                 | 102                                                | 118                                                | A5-JSW                                             | 9,5 años                                           |                          |
| Airbus A320neo   | 1           | 3       | 20                                                 | 120                                                | 140                                                | A5-JKW                                             | 4,5 años                                           | Serán entregados en 2030 |
| Airbus A321XLR   | —           | 2       | TBA                                                | TBA                                                | TBA                                                |                                                    |                                                    | Serán entregados en 2030 |
| Eurocopter EC130 | 2           | 1       | —                                                  | 7                                                  | 7                                                  |                                                    |                                                    |                          |
| Total            | 7           | 5       | Edad media de la flota (agosto de 2024): 9,9 años. | Edad media de la flota (agosto de 2024): 9,9 años. | Edad media de la flota (agosto de 2024): 9,9 años. | Edad media de la flota (agosto de 2024): 9,9 años. | Edad media de la flota (agosto de 2024): 9,9 años. |                          |

### Flota histórica
| Aeronaves                 | Total | Introducido | Retirado | Matrículas      |
| ------------------------- | ----- | ----------- | -------- | --------------- |
| ATR 42-500                | 1     | 2011        | 2020     | A5-RGH          |
| Avro RJ-70                | 1     | 2002        | 2003     | YL-BAK          |
| British Aerospace 146-100 | 2     | 1992        | 2009     | A5-RGD y A5-RGE |
| Dornier Do 228            | 2     | 1983        | 1991     | A5-RGB y A5-RGC |

## Destinos
Druk Air vuela a los siguientes destinos:
| Países         | Destinos   | Aeropuertos                                                                  |
| -------------- | ---------- | ---------------------------------------------------------------------------- |
| Bangladés      | Daca       | Aeropuerto Internacional de Daca-Hazrat Shahjalal                            |
| Bután          | Gelephu    | Aeropuerto de Gelephu                                                        |
| Bután          | Jakar      | Aeropuerto de Bathpalathang                                                  |
| Bután          | Paro       | Aeropuerto Internacional de Paro (Hub)                                       |
| Bután          | Trashigang | Aeropuerto de Yonphula                                                       |
| India          | Calcuta    | Aeropuerto Internacional Netaji Subhas Chandra Bose                          |
| India          | Delhi      | Aeropuerto Internacional Indira Gandhi                                       |
| India          | Gaya       | Aeropuerto de Gaya (estacional)                                              |
| India          | Guwahati   | Aeropuerto Internacional Lokpriya Gopinath Bordoloi                          |
| India          | Siliguri   | Aeropuerto de Bagdogra                                                       |
| Nepal          | Katmandú   | Aeropuerto Internacional de Katmandú                                         |
| Palaos         | Koror      | Aeropuerto Internacional Roman Tmetuchl (operando para Alii Palau Airlines)  |
| Singapur       | Singapur   | Aeropuerto Internacional de Singapur                                         |
| Tailandia      | Bangkok    | Aeropuerto Internacional Suvarnabhumi                                        |
| Timor Oriental | Dili       | Aeropuerto Internacional Presidente Nicolau Lobato (operando para Air Timor) |